# Cromarty Courthouse Museum

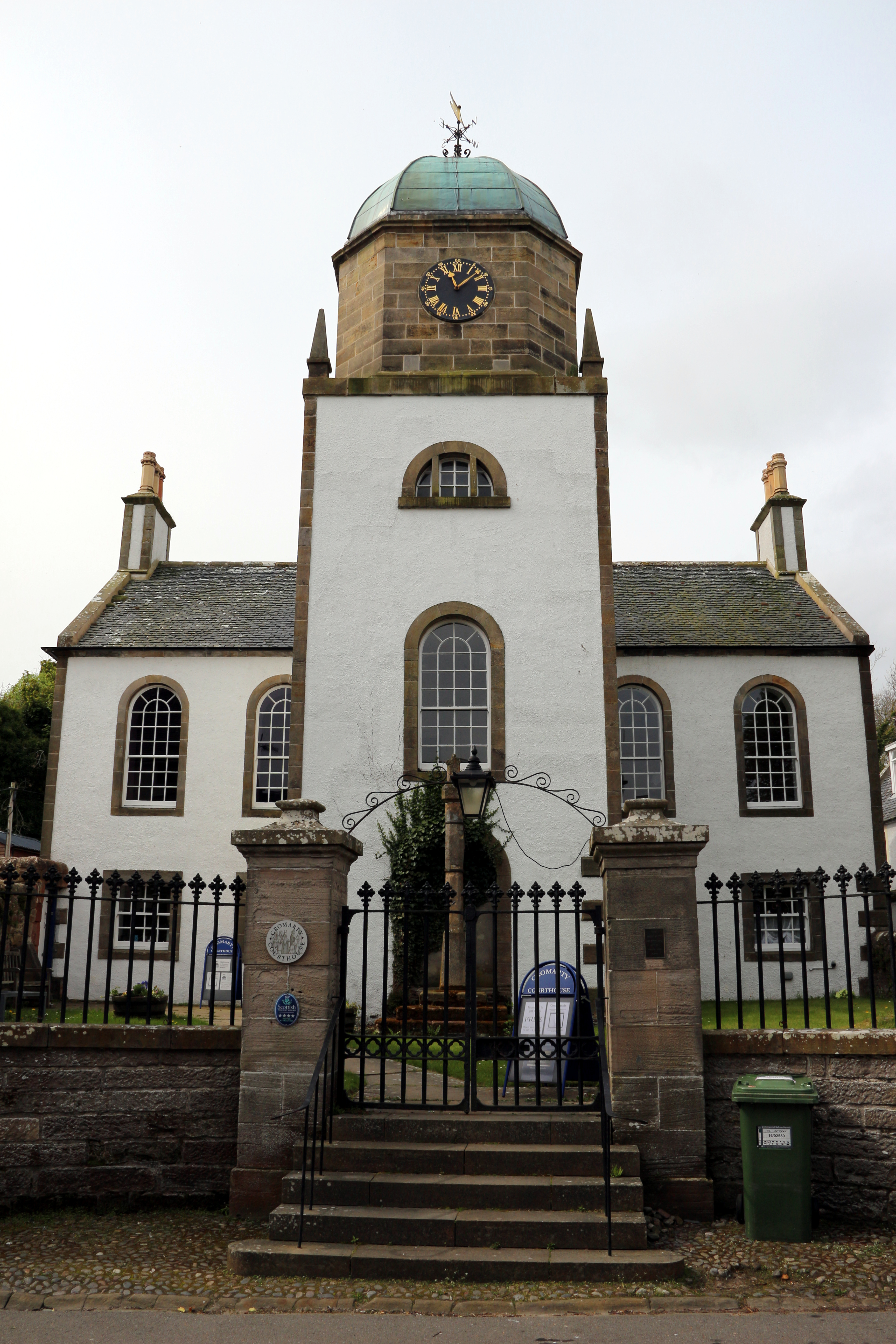
Cromarty Courthouse

Das Cromarty Courthouse Museum ist ein Museum im ehemaligen Justizgebäude der schottischen Ortschaft Cromarty in der Council Area Highland. 1971 wurde das Bauwerk in die schottischen Denkmallisten in der höchsten Denkmalkategorie A aufgenommen.

## Geschichte
Bereits im 13. Jahrhundert wurde Cromarty in den Stand eines Royal Burghs erhoben. Gericht wurde zunächst auf Cromarty Castle (etwa am Standort des heutigen Cromarty House) oder einem Hügel gehalten. Später wurde außerdem eine Tolbooth nahe Clunes House errichtet. Nach der Herabstufung Cromartys zu einem Burgh of Barony im Jahre 1685 und seiner in der Folge schwindenden Bedeutung lieferte der Jurist George Ross neue Impulse, indem er die lokale Entwicklungen vorantrieb und neue Gebäude stiftete. So ermöglichte Ross 1772 auch den Bau des neuen Justizgebäudes von Cromarty, der im selben Jahr begonnen und mit dem Innenausbau 1783 abgeschlossen wurde. Die 1782 von John Ross aus Tain gefertigte Turmuhr wurde 1784 installiert.
Um die Mitte der 1840er Jahre wurden Veränderungen und Erweiterung am Cromarty Courthouse vorgenommen. So wurden drei Gefängniszellen samt einer Wohnung für die Familie des Gefängnisaufsehers eingerichtet. Des Weiteren wurde ein innovatives Heiz- und Lüftungssystem eingebaut. Das Gefängnis wurde bereits 1872 wieder geschlossen, die Zellen jedoch von der örtlichen Polizei als Verwahrzellen oder, zu Zeiten des Ersten Weltkriegs, zur Bestrafung von Fischern, welche die Aktivitäten der britischen Flotte im Cromarty Firth gestört hatten, genutzt. In den 1950er Jahren verlor das Gebäude seine offizielle Funktion und verfiel in der Folge durch Leerstand. 1988 bereitete die Regierung des Districts Ross and Cromarty die Restaurierung des Gebäudes vor, die 1991 inklusive Umwandlung in ein Museum abgeschlossen war.

## Sammlung
Die Sammlung fokussiert auf die Justiz- und Verwaltungsgeschichte Cromartys. Des Weiteren zeigen Exponate das kulturelle Alltagsleben des Hafenortes. So sind auch die Ortsgeschichte mit typischen Arbeitsgeräten, beispielsweise der Fischerei, abgebildet. Zusätzlich zur ständigen Ausstellung werden zeitlich begrenzte Sonderausstellungen angeboten. Des Weiteren werden die Wirtschafts- und Sozialgeschichte Cromartys durch Bilder und Exponate dargestellt.

## Beschreibung
Das Cromarty Courthouse Museum steht an der Church Street neben Miller House, in dem der Geologe Hugh Miller lebte und in dem sich heute das Hugh Miller’s Birthplace & Museum befindet, im Südteil der Ortschaft. Das klassizistisch ausgestaltete zweigeschossige Gebäude weist einen T-förmigen Grundriss auf. Sein Mauerwerk besteht aus verputztem Bruchstein mit abgesetzten Natursteineinfassungen und rustizierten Ecksteinen. Seine straßenseitige Fassade ist fünf Achsen weit. Mittig tritt ein dreigeschossiger Turm aus der Fassade heraus, der mit einer oktogonalen Trommel mit polygonaler Kupferkuppel mit Wetterfahne schließt. Wie auch im Obergeschoss des Gebäudes sind entlang des Turms Rundbogenfenster eingelassen; im zweiten Obergeschoss eine Lünette. Eine schlichte Brüstung mit Eckfialen läuft unterhalb der Trommel um. Im Erdgeschoss sind rechteckige Sprossenfenster eingesetzt. Rückwärtig schließt sich der neuere Gefängnisflügel an. Er verfügt über eine Wandelarkade und einen Gefängnishof.